# Nosislav
Nosislav är en köping i Tjeckien.   Den ligger i regionen Södra Mähren, i den sydöstra delen av landet, 200 km sydost om huvudstaden Prag. Nosislav ligger 184 meter över havet och antalet invånare är 1 230.
Terrängen runt Nosislav är huvudsakligen platt, men åt sydost är den kuperad. Runt Nosislav är det ganska tätbefolkat, med 111 invånare per kvadratkilometer. Närmaste större samhälle är Hustopeče, 10,1 km sydost om Nosislav. Trakten runt Nosislav består till största delen av jordbruksmark.